# Luna (Schiff, 2010)
Die Luna ist eine rund 115 Meter lange, auf der Lloyd-Werft in Bremerhaven gebaute Megayacht. Auf der Liste der längsten Motoryachten belegt sie Platz 43. Ihr Wert betrug 2019 mehr als 400 Mio. EUR.
Das Schiff wurde im März 2010 fertiggestellt und 2015 auf der Werft der German Dry Docks (GDD) in Bremerhaven umgebaut.

## Eigentümer
Erster Eigentümer war der russische Milliardär Roman Abramowitsch. 

2014 erwarb der aserbaidschanische Geschäftsmann Farkhad Akhmedov das Schiff. Nach dem Urteil im Zuge einer familienrechtlichen Auseinandersetzung 2018 sollte Akhmedov die Luna seiner geschiedenen Frau herausgeben, ein Berufungsgericht in Dubai sprach ihm 2019 die Yacht jedoch wieder zu. Im Mai 2022 wurde die Yacht im Rahmen der Sanktionen gegen Russland vom BKA in Hamburg festgesetzt.